# Grand Prix automobile de Marseille 1937

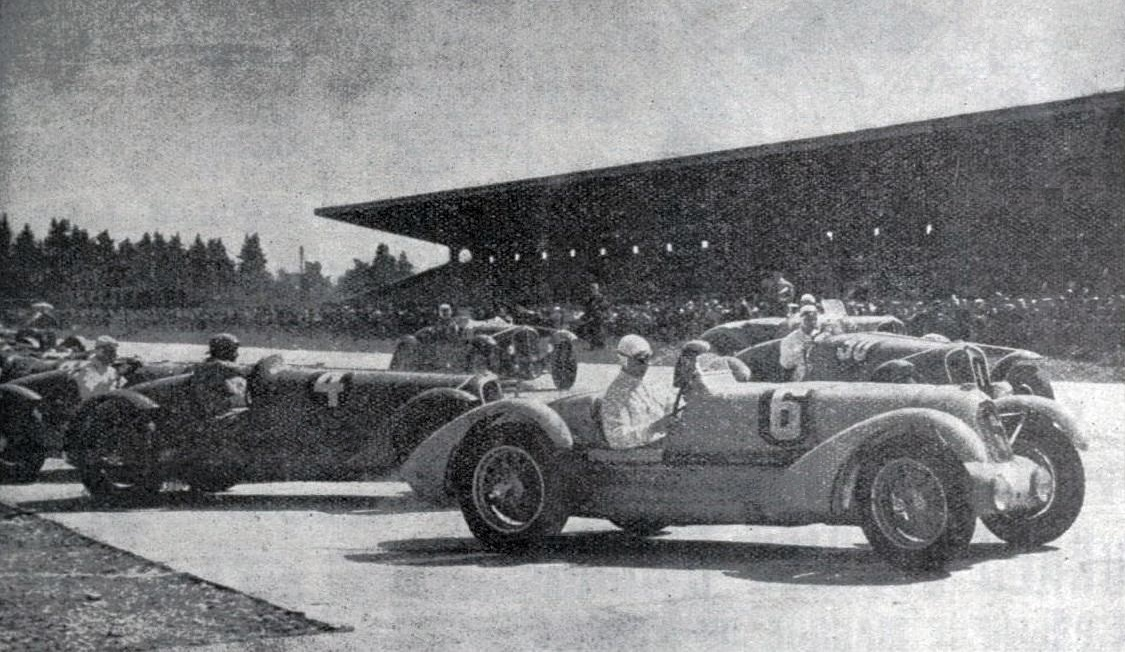
Départ de l'édition 1937 des 3 Heures de Marseilles.

Le Grand Prix automobile de Marseille 1937 (IV Grand Prix de Marseille) est un Grand Prix qui s'est tenu le 6 juin 1937 sur le circuit de Miramas dans les Bouches-du-Rhône, à proximité de Marseille. Le pilote français Raymond Sommer remporte la course.

## Classement de la course
25 pilotes prennent part à cette course.
| Pos. | Pilote             | Écurie             | Châssis        | Tours | Temps/Abandon |
| ---- | ------------------ | ------------------ | -------------- | ----- | ------------- |
| 1    | Raymond Sommer     | Automobiles Talbot | Talbot T150C   |       |               |
| 2    | Gianfranco Comotti | Automobiles Talbot | Talbot T150C   |       |               |
| 3    | Albert Divo        | Automobiles Talbot | Talbot T150C   |       |               |
| 4    | René Carrière      | Écurie Bleue       | Delahaye 135CS |       |               |
| 5    | André Morel        | Luigi Chinetti     | Talbot T150C   |       |               |
| 6    | Joseph Paul        | Privé              | Delahaye 135CS |       |               |